# Registro de Información Catastral (Guatemala)
El Registro de Información Catastral (RIC) es la autoridad competente en materia catastral en el país. Es una entidad autónoma, de servicio, que cuenta con patrimonio propio, personalidad jurídica y recursos propios para el cumplimiento de sus fines establecidos en la Ley de Registro de Información Catastral, Decreto 41-2005 del Congreso de la República y sus reglamentos. El objetivo principal de está entidad es el de establecer, mantener y actualizar el catastro nacional. Está adscrito al Ministerio de Agricultura, Ganadería y Alimentación sin menoscabo de su autonomía. Trabaja de manera conjunta con el Registro General de la Propiedad.